# 鄭顥
鄭 顥（てい こう、生没年不詳）は、唐代の官僚。字は奉正、または養正。本貫は鄭州滎陽県。

## 経歴
兵部尚書の鄭祗徳の子として生まれた。鄭絪の孫にあたる。進士に及第し、弘文館校書郎に任じられた。右拾遺・内供奉に転じた。大中4年（850年）、銀青光禄大夫を加えられ、起居郎となった。宣宗の娘の万寿公主を妻に迎え、駙馬都尉に任じられた。尚書郎・給事中を歴任した。大中9年（855年）、礼部侍郎に任じられた。刑部侍郎・吏部侍郎を歴任した。大中13年（859年）、検校礼部尚書・河南尹となった。ほどなく死去した。

## 子女
- 鄭韜光（後晋の戸部尚書）
- 鄭凜（字は冬暉）[2]

## 伝記資料
- 『旧唐書』巻159 列伝第109
- 『新唐書』巻165 列伝第90